# Atollo Oroluk

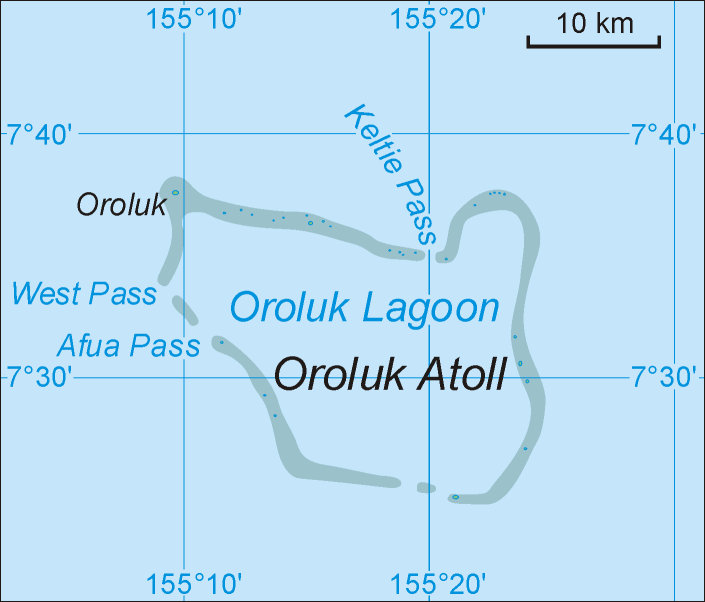
Mappa dell'atollo di Oroluk

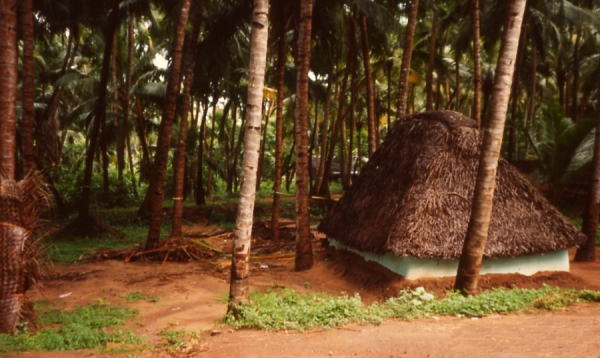
Edificio all'interno dell'atollo di Oroluk

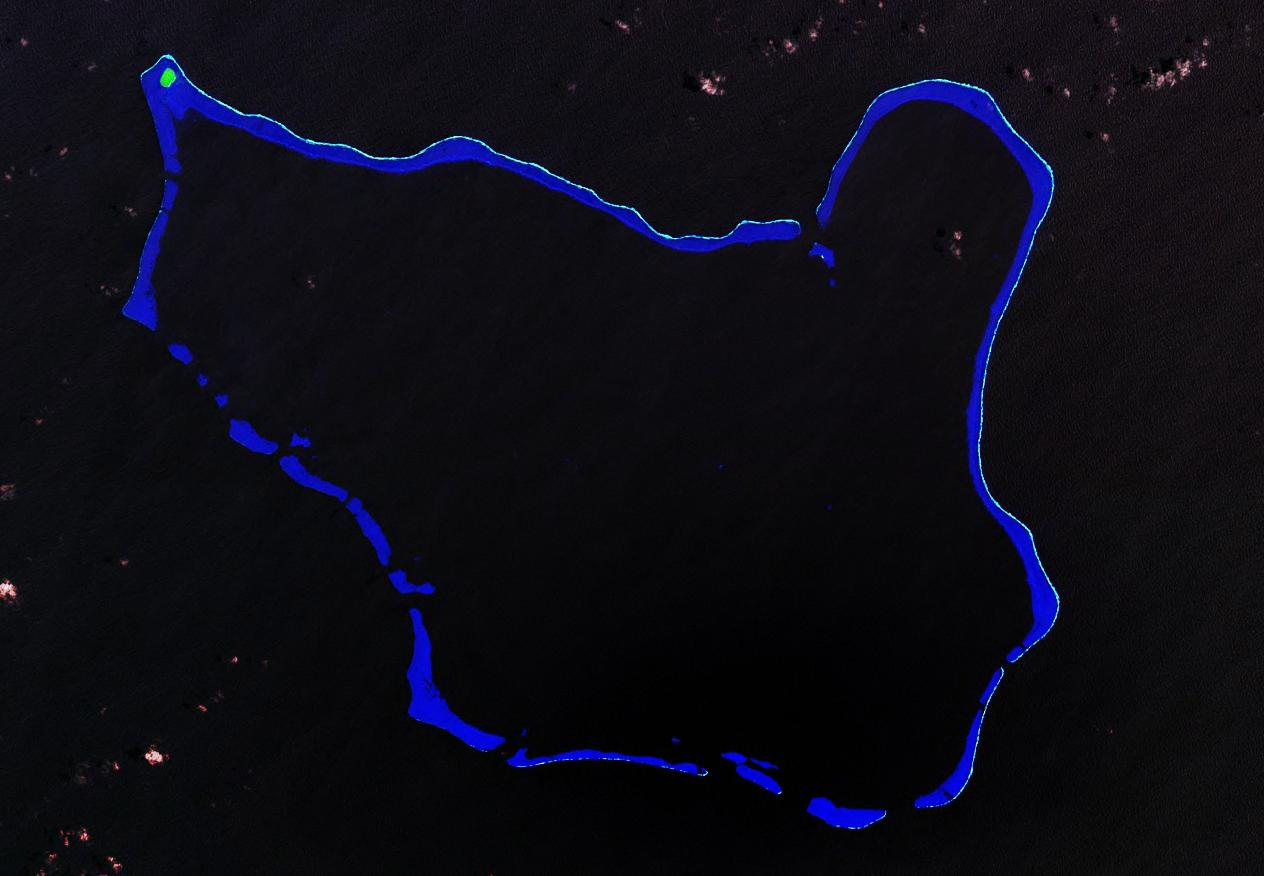
Una foto della Nas Dell'atollo di Oroluk

L'atollo Oroluk fa parte della municipalità di Oroluk, nello stato di Pohnpei (Stati federati della Micronesia). Oroluk è attualmente disabitato e misura 0,13 km². Era precedentemente abitato.

## Storia
L'Atollo Oroluk è stato scoperto dal navigatore spagnolo Alonso de Arellano nel 1565 a bordo della nave San Lucas. Fu poi visitato dall'ufficiale navale spagnolo Felipe Tompson il 7 aprile 1773, che la nominò come Bajo Triste (il Sad Shoal in spagnolo) per il suo "aspetto orribile" nelle sue stesse parole. L'atollo è stata tracciata da Tompson come San Agustín.